# أدولفو موراو
أدولفو ألبينو موراو (بالبرتغالية: Adolfo Albino Mourão؛ 29 يونيو 1912 – 14 يونيو 1981) كان لاعب كرة قدم برتغاليًا لعب كمهاجم مع سبورتينغ لشبونة والمنتخب البرتغالي.

## وصلات خارجية
- أدولفو موراو على موقع قاعدة بيانات كرة القدم.إي يو (الإنجليزية)